# 三菱・コルトRALLIART Version-R
コルトRALLIART Version-R（コルトラリーアート・バージョン-アール）は、三菱自動車工業がかつて販売していた乗用車である。小型ハッチバックのコルトをベースとしたスポーツモデル（ホットハッチ）である。

## 概要
かねてから存在していたコルトのラリーアート仕様に、専用のエアロバンパーやオーバーフェンダー（全幅15mmの拡張）を装着し、スポット溶接の増し打ちなどによってボディ剛性も強化されている。生産拠点は三菱自動車工業名古屋製作所岡崎工場（愛知県岡崎市）。
エンジンは1.5Lの4G15型MIVECターボを搭載。トランスミッションはゲトラグ製の5速MTもしくはINVECS-III・スポーツモード6-CVTを搭載する。MT車に限り、横滑り防止装置（アクティブスタビリティコントロール）を装備している。5速MTとフロントサスペンションは、欧州仕様のコルトに採用されているものを使用している。レカロシート2脚もオプション品として16万円で設定されていた。

## 歴史 Z27AG型（2006年-2012年）
- 2006年5月30日 - 発表、販売開始。ランエボⅨと同一のアルミペダル（5MT車のみ）、240km/hフルスケールホワイトメーター（CVT車は180km/hハイコントラストメーター）、スポーツサスペンション、ASC、16インチホイール、タイヤは、205/45R16サイズのヨコハマ アドバンネオバAD07が標準装備。レカロシートがオプションで設定されていた（レッドメタリック色のセンターサイドパネルと左右エアコン吹き出し口のエアアウトレットリングとのセットオプション）。
- 2007年
  - 5月10日 - RECARO Editionを発売。ベースモデルではオプション設定の4スピーカー、ランサーエボリューションⅧMRと同一仕様のレカロ製シート、UV&ヒートプロテクトガラス+撥水フロントドアガラスが標準装備され、ブラック内装・ランサーエボリューションⅨMRと同一の本革巻丸型シフトノブ・Version-Rロゴ入りスカッフプレート・「Version-R」サイドデカールなどの専用装備が追加される。新色のアクアメタリックを含む全4色設定。価格アップを抑え装備を充実。通称、中期型。
  - 11月14日 - コルト、コルトプラスとともにマイナーチェンジ。5MT車のエンジン出力を154PSから163PSに向上し、ランサーエボリューションXと同仕様の丸型シフトノブを装備。このほか、軽量化された新デザインのENKEI製アルミホイールの採用や「Version-R」ロゴ入りスカッフプレートへの変更、ブラック色内装への変更、シート生地の改良や本体色の追加を行なう。また、オプション設定のレカロ製シートがランエボXで採用しているタイプと同一品に変更された。通称、後期型。

- 2008年5月27日 - Version-R Special 発売。連続シーム溶接を採用。4つのドア開口部に手作業による連続シーム溶接を施し、ベースボディに比べ、縦方向の曲げ剛性を約10％向上している。これにより、スポーツドライビング時の車両のピッチング（縦揺れ）及びロール（横揺れ）が抑えられ、タイヤの接地性が向上し、ドライバーの意図に忠実なステアリングレスポンス（操舵安定性）とトラクション（駆動力）性能を実現している。また、RALLIART製スポーツマフラー・専用ブラック塗装のENKEI製ホイール・専用バッジ・レカロ製フルバケットシート・フロアコンソール部のシリアルナンバー入りプレート・シルバーステッチ入りステアリングホイール及びシフトノブ・カーボン調センターサイドパネル及びエアアウトレットリングが標準装備。専用色のライトニングブルーマイカが新たに採用され、標準車にも設定のレッドマイカ・ブラックマイカと合わせ、全3色の設定。トランスミッションは5MT車のみ設定で限定300台。（2008年末で販売終了）
- 2010年
  - 2月18日 - Version-R Special を一部改良して再度発売。以前のモデルと同様の装備を継承しつつ、ホイールがシルバー塗装へ変更、ボディカラーが新たに採用のチタニウムグレーメタリック・標準車にも設定のレッドメタリック・ブラックマイカの全3色設定となった。旧モデル同様5MT車のみの設定で限定200台（2010年5月末で販売終了）。
  - 6月3日 - 一部改良。「RALLIARTスポーツマフラー」をメーカーオプションに追加した。
- 2012年6月 - 生産終了。これにより、国産自動車（軽自動車を除く）で排気量1,500cc以下のターボチャージャーを搭載したガソリンエンジン車は一時消滅した。